# Aage Bentzen
Aage Bentzen (* 13. Dezember 1894 in Ordrup, Gentofte Kommune; † 4. Juni 1953 in Kopenhagen) war ein dänischer lutherischer Theologe und von 1929 bis zu seinem Tode Professor für Altes Testament an der Universität Kopenhagen.

## Leben
Bentzen studierte unter anderem bei Frants Buhl und Johannes Pedersen in Kopenhagen sowie bei Gustav Hölscher und Paul Kahle in Gießen.
Nach dem Gewinn einer Preisaufgabe zur Geschichte des Sabbat war er seit 1923 Dozent und seit 1929 ordentlicher Professor für Exegese des Alten Testaments in Kopenhagen. Auf dem Leidener Alttestamentlerkongress im Jahr 1950 wurde er zum ersten Präsidenten der IOSOT gewählt und mit der Organisation von deren erstem Kongress in Kopenhagen (1953) betraut. Allerdings starb er nach kurzer Krankheit wenige Wochen vor dem Kongress, so dass seine Witwe, Edith A. Bentzen-Smith, dessen Leitung übernahm.

## Schaffen
Bentzen publizierte auf Dänisch, Deutsch und Englisch und gehörte zu den produktivsten Alttestamentlern seiner Zeit. Neben Arbeiten zur Geschichte Israels und der Archäologie und Landeskunde Palästinas widmete er sich besonders ausführlich den Psalmen, kommentierte aber auch das Buch Jesaja, Kohelet und Daniel. Seine Einleitung in das Alte Testament erschien auf Dänisch (1941) und Englisch (1948–49, in zweiter Auflage 1952).

## Ehrungen
Bentzen erhielt 1950 von der Universität Basel die Ehrendoktorwürde und wurde 1953 zum Ehrenmitglied der britischen Society for Old Testament Study ernannt.

## Schriften (Auswahl)
- Den israelitiske Sabbats Oprinde!se og Historie indtil Jerusalems Erobring Aar 70 e. Kr. (Ursprung und Geschichte des israelitischen Sabbats bis zur Eroberung Jerusalems 70 n. Chr.). Arbejde, indleveret under Konkurrencen om Universitetets Docentur i det gamle Testamente, Kopenhagen 1923.
- Die josianische Reform und ihre Voraussetzungen, Kopenhagen 1926.
- Daniel (= Handbuch zum Alten Testament, Reihe 1, Bd. 19). Mohr, Tübingen 1937 (2., erweiterte Auflage 1952).
- Indledning til det gamle Testamente, Kopenhagen 1941. 454 pp.
- Det sakrale Kongedømme. Bemærkninger i en løbende Diskussion om de gammeltestamentlige Salmer. In: Festskrift Københavns Universitet, November 1945, Kopenhagen 1945, S. 3–127.
- Introduction to the Old Testament, 2 Bde., Kopenhagen 1948 (2., ergänzte Auflage 1952)

## Bibliografie
- Congress Volume Copenhagen (= Supplements to Vetus Testamentum 1). Leiden 1953, S. IX–XV.